# Liste der Monuments historiques in Le Gallet
Die Liste der Monuments historiques in Le Gallet führt die Monuments historiques in der französischen Gemeinde Le Gallet auf.

## Liste der Objekte
| Bezeichnung                              | Beschreibung          | Standort                 | Kennzeichnung | Schutzstatus | Datum | Bild |
| ---------------------------------------- | --------------------- | ------------------------ | ------------- | ------------ | ----- | ---- |
| Skulptur des heiligen Jakobus der Ältere | Holz, 16. Jahrhundert | in der Kirche St-Jacques | PM60000859    | Classé       | 1913  |      |